# Poltergeist - Demoniache presenze
Poltergeist - Demoniache presenze (Poltergeist) è un film horror statunitense del 1982, diretto da Tobe Hooper, scritto e prodotto da Steven Spielberg. Fu distribuito in Italia nel mese di novembre del 1982.
Sono stati girati successivamente due sequel: Poltergeist II - L'altra dimensione (1986) e Poltergeist III - Ci risiamo (1988); nel 1996 è stata realizzata la serie televisiva Poltergeist, non riconducibile però a questa trilogia degli anni ottanta.

## Trama
Nella tranquilla cittadina californiana di Cuesta Verde vivono i Freelings, una famiglia composta dai coniugi Steve e Diane e dai loro tre figli Dana, Robbie e la piccola Carol Anne. La loro quieta esistenza viene turbata una notte, quando Carol Anne viene sorpresa a parlare, da sola, rivolta allo schermo del televisore, e poco dopo annuncia ai genitori: "Sono arrivati!".
Da quel momento strani fenomeni soprannaturali iniziano a manifestarsi nella loro casa. La famiglia non sembra particolarmente spaventata, almeno finché, durante un violento temporale, Robbie non viene catturato da un albero del giardino i cui rami lo strappano a forza dal proprio letto, quasi animati di vita propria. Mentre la famiglia cerca di trarre in salvo il ragazzino, Carol Anne, rimasta sola nella sua cameretta, viene risucchiata da un vortice luminoso apparso dal nulla all'interno del ripostiglio e scompare senza lasciare traccia. Quando ormai i familiari disperano di trovarla, la voce della piccola si fa sentire appena percettibile attraverso l'audio del televisore, soffocata dai rumori di fondo.
Steve non ha più scelta: seppur scettico, decide di rivolgersi ad un gruppo di studiosi di parapsicologia, che non tardano a convincersi che la casa dei Freelings sia teatro di sorprendenti fenomeni paranormali. A questo punto non resta che invocare l'intervento di una medium che offre una spiegazione convincente di quanto sta accadendo: Carol Anne è stata strappata dalla realtà quotidiana da una forza misteriosa ed è ora prigioniera in un ineffabile ed invisibile limbo, collocato a metà strada tra il mondo concreto dei vivi e quello eterno dell'aldilà. In questa sorta di territorio intermedio, si raccolgono anche le anime dei trapassati che non hanno ancora potuto convincersi di non essere più vive e vagano inquiete senza rassegnarsi ad imboccare il sentiero di luce che li porterebbe verso un nuovo stadio dell'esistenza. In questo territorio intermedio si è insediata tuttavia anche una paurosa entità demoniaca, una sorta di parassita psichico che si approfitta e si nutre dell'energia spirituale delle anime dei fantasmi sue prigioniere, ma che in seguito ha trovato in Carol Anne una preda più vivida e più forte di cui servirsi. Questo mostruoso avversario tiene vicina a sé la bambina, nonostante lei non sia morta e non appartenga dunque a quella dimensione, e se ne serve come esca per trattenere le anime dei defunti, fortemente attratti dalla piccola perché la bimba ricorda loro la vita terrena che non hanno più.
La medium permette a Diane di entrare a sua volta fisicamente nel limbo per riportare indietro la bambina. Non solo: la donna riesce anche a guidare spiritualmente le anime disperse verso la luce eterna, lasciando quel luogo intermedio in cui per tanto tempo erano rimaste intrappolate. Nel frattempo Steve ha scoperto che l'impresa edile che ha edificato la loro casa e presso la quale anche lui lavora, per bieche ragioni di risparmio ha costruito il complesso edilizio sul terreno di un vecchio cimitero, preoccupandosi di spostare solo le lapidi ma non i corpi. In altre parole, l'amena abitazione dei Freelings sorge su un camposanto abbandonato e tutte quelle anime che sono state liberate, erano coloro che vi erano stati sepolti tempo addietro.
Quando tutto sembra risolto per il meglio, i Freelings si preparano a traslocare. Mentre sono già pronti a lasciare la casa, gli strani fenomeni riappaiono con forza ancora più spaventosa. La famiglia assiste impotente alla furiosa vendetta della creatura demoniaca dell'altra dimensione: il mostro invisibile, rimasto privo della compagnia delle anime perdute, scatena contro di loro una rabbiosa serie di attacchi, arrivando persino a far emergere le bare sepolte sotto le fondamenta della villetta.
Di fronte all'esplosione di tutte queste tremende forze soprannaturali, che hanno preso il totale controllo della casa, la povera famiglia si dà ad una fuga precipitosa e trova rifugio in un vicino motel, non prima di aver sbattuto fuori il televisore della stanza.

## Produzione
Il regista Tobe Hooper sostiene di aver avuto esperienze con dei poltergeist quando era giovane. Durante la sua adolescenza, Hooper perse il padre, e dopo la sua morte Hooper aveva la sensazione di sentire "porte che si spalancavano, piatti che volavano per la casa, ed altri bizzarri avvenimenti". Il regista commentò che questi avvenimenti sono stati la sua ispirazione per il film.

### Effetti speciali
Nel 2002, in un episodio del documentario I Love the 80s, la protagonista JoBeth Williams ha rivelato che la produzione utilizzò scheletri autentici per girare la scena finale nella piscina. Craig Reardon, tecnico degli effetti speciali che lavorò al film, spiegò che all'epoca risultava più economico acquistare ed utilizzare scheletri veri piuttosto che scheletri di plastica, difficili da rendere realistici. Sul set del film, molti si rivelarono turbati e impauriti all'idea che venissero utilizzati scheletri autentici. Da questo episodio sarebbe sorta la convinzione che la pellicola fosse gravata da una sorta di "maledizione", destinata ad estendersi anche alle pellicole successive.
JoBeth Williams non era impaurita tanto dalla presenza degli scheletri, ma era piuttosto nervosa all'idea di dover lavorare nell'acqua, con molte luci elettriche tutto intorno. Steven Spielberg (il produttore) volle rassicurarla a suo modo, rimanendo anch'egli in acqua durante le riprese: se una lampada fosse caduta, sarebbero morti fulminati entrambi.

### Location
I location manager degli studios decisero su Roxbury Street, Simi Valley (California) dopo essersi assicurati che questa possedeva tutti i requisiti. La casa era nuova e la terra dietro la strada era libera, permettendo l'accesso ad una gran quantità di camion degli studios. Gli studios non dissero ai residenti che la strada sarebbe stata usata per una produzione di Spielberg per evitare che chiedessero più soldi. Al contrario ad essi fu detto che si trattava di un B movie a basso costo, e come pagamento ai residenti della strada furono offerte progettazioni gratuite dei giardini all'ingresso. Le case, nuove di zecca, non avevano prato all'epoca così tutti i residenti accettarono.
La bambola clown che tortura il giovane Robbie è visibile al Planet Hollywood di Las Vegas.

## Distribuzione
Il film è stato riproposto nei cinema per una sola notte, il 4 ottobre 2007. Questo speciale evento incluse anche un inedito "sguardo" di 15 minuti nel mondo reale dei poltergeist. Ciò faceva parte di una campagna promozionale per una nuova versione restaurata e rimasterizzata del film pubblicata in DVD in occasione del venticinquesimo anniversario, presentata il 9 ottobre.

## Accoglienza

### Incassi
Poltergeist è stato un successo di botteghino mondiale, guadagnando $76.606.280 negli Stati Uniti, come l'ottava distribuzione di sempre e il film horror dal più elevato guadagno del 1982.

### Critica
Diverse critiche hanno investito il ruolo della famiglia nel film. Douglas Brode riconduce i "valori famigliari" di Poltergeist alla campagna elettorale di Bush/Quayle del 1992. Nel L.A. Herald Examiner Peter Rainer scrive:
Nascosto nella trama di Poltergeist c'è lo schema di una elementare, splendida favola: la storia di una piccola ragazza che mette i suoi genitori nelle più scandalose vicissitudini per dimostrare il loro amore per lei. Fondamentalmente la maggior parte delle favole hanno un tema comune: il conforto della famiglia. Virtualmente tutte le favole iniziano con uno sconvolgimento dell'ordine familiare, e si concludono solitamente con il ritorno all'ordine iniziale.

## Riconoscimenti
- 1983 - Premio Oscar
  - Candidatura come miglior montaggio sonoro a Stephen Hunter Flick e Richard L. Anderson
  - Candidatura come migliori effetti speciali a Richard Edlund, michael Wood e Bruce Nicholson
  - Candidatura come miglior colonna sonora a Jerry Goldsmith
- 1983 - Premio BAFTA
  - migliori effetti speciali a Richard Edlund
- 1983 - Saturn Award
  - miglior film horror
  - miglior attrice non protagonista a Zelda Rubinstein
  - miglior trucco a Dorothy J. Pearl
  - Candidatura come migliore regia a Tobe Hooper
  - Candidatura come miglior attrice protagonista a JoBeth Williams
  - Candidatura come miglior colonna sonora a Jerry Goldsmith
- 1983 - Young Artist Award
  - Candidatura come miglior giovane attrice non protagonista a Heather O'Rourke.

## Impatto culturale
Poltergeist viene citato in diversi film, show televisivi e video musicali.
Una celebre battuta del film ("Sono qui!", "They're here!" in lingua originale) è stata inserita nel 2005 nella lista delle cento migliori citazioni cinematografiche di tutti i tempi stilata dall'American Film Institute, nella quale figura al 69º posto.
Un episodio del 2006 dei Griffin è una diretta parodia degli eventi raccontati in Poltergeist. Peter costruisce un cinema multisala nel cortile di casa e vi scopre un cimitero indiano. Quando prende il teschio di un capo indiano, un poltergeist invade la casa dei Griffin. Nell'episodio si sentono alcune battute musicali usate nel film e vengono ricreate almeno quattro scene memorabili, compreso il piccolo Stewie che dice "Sono qui".
In un episodio di Casa Vianello, Sandra teme che la casa sia infestata da presenze spiritiche ostili, così Raimondo, esasperato, le dice che soltanto nel film Poltergeist è possibile vedere delle presenze spiritiche e attività soprannaturali, cosicché Sandra decide di guardare il film per documentarsi sul argomento rimanendone ancora più terrorizzata.
Nei Simpson, alla fine della prima puntata di La paura fa novanta, "La casa dell'incubone", si scopre che la casa in cui si trasferiscono i Simpson è infestata dai fantasmi. Dopo il fallimento di numerosi tentativi di farli scappare la casa, piuttosto che passare la vita con i Simpson, implode in modo simile alla casa alla fine di Poltergeist. In un altro episodio di La paura fa novanta VI, dopo essere entrato nella terza dimensione, Homer comunica con la famiglia con una voce riverberante simile a quella di Carol Ann quando parla attraverso il televisore. Nel tentativo di salvare Homer, Bart entra nella dimensione legato a una corda, similmente al modo in cui Carol Ann viene recuperata da Diane.
In South Park ci sono diversi riferimenti al film. In Le mie più sentite scuse a Jesse Jackson, Cartman obbliga il Dr. Nelson, un nano, a dire "Carol Anne - non andare verso la luce" dopo averlo battuto. Nell'episodio Spookyfish - Lo speciale di Halloween, un negozio di animali viene costruito su di un precedente cimitero, ciò causa un vortice dietro una porta chiusa simile alla voragine nell'armadio della camera da letto di Carol Anne. Nell'episodio Il più grande buffone dell'universo, La madre dello Chef esorcizza l'anima di Kenny fuori da Cartman, che dichiara "Questo bambino è pulito", chiara parodia de "Questa casa è pulita" tratta dal film. Nell'episodio Arriva il Wall-Mart, i riferimenti riguardano sia il primo film che Poltergeist III. In Poltergeist III, Tangina manda un messaggio a Carol Anne dicendo di "rompere lo specchio" per fuggire da Kane. Così come ai ragazzi viene detto di buttare giu il Wall-Mart. Una volta che Stan e Kyle rompono lo specchio, il negozio implode e scompare in un'altra dimensione alla stessa maniera della casa dei Freeling nel finale di Poltergeist.
Nell'episodio di The X-Files Come un'ombra, Mulder e Scully stanno discutendo su cosa ha causato il loro incidente in auto. Mulder crede che una giovane donna che hanno appena visitato abbia causato l'incidente con i suoi poteri psicocinetici. Quando Scully domanda a Mulder in cos'altro crede, Mulder risponde che potrebbe essere un poltergeist. Scully lo canzona dicendo "Sono intorno a noi!". Mulder risponde: "Sì, loro potrebbero esserci".
In Scary Movie 2 viene parodiata in gran parte del film come la scena del clown pupazzo assassino, quello dell'albero che fuma o quello della ragazza che ha un rapporto sessuale col fantasma nel soffitto, nonché nella canzone cantata da Hanson a Cindy non appena si incontrano, che è quasi letteralmente la stessa cantata dal reverendo Kane nel secondo film.
In Chilly Beach, episodio "Polargeist", in una parodia del primo film, Dale scopre fantasmi nella propria casa e raggiunge il mondo degli spiriti tramite una porta nel suo frigo delle birre.
Nel videoclip delle Spice Girls Too Much, Emma Bunton ricrea una scena del film.
In un episodio di Supernatural, Dean spiega a suo fratello la maledizione del set di Poltergeist.

### La "maledizione" di Poltergeist
Numerosi avvenimenti luttuosi legati a questo film e ai suoi sequel hanno dato vita alla leggenda della cosiddetta maledizione di Poltergeist. In particolare sono state notate sei morti di persone facenti parte della produzione della serie:
- l'attrice Dominique Dunne, morta il 4 novembre 1982 a 22 anni, strangolata dall'ex-fidanzato, che non ha accettato la fine della loro relazione. Per questo motivo, il suo personaggio Dana Freeling appare solo nel primo film.
- L'attore Julian Beck, morto il 14 settembre 1985 a 60 anni per un tumore allo stomaco. Di conseguenza, nel terzo film, il suo personaggio Henry Kane è stato interpretato da un altro attore, Nathan Davis.
- L'attore Will Sampson, morto il 3 giugno 1987 a 53 anni a causa di un'insufficienza renale seguita a un doppio trapianto cuore-polmoni.
- La piccola attrice Heather O'Rourke, che interpretava la protagonista Carol Anne, morì il 1º febbraio 1988 a soli 12 anni per complicazioni dovute alla giardiasi. Il terzo e ultimo film della serie, Poltergeist III - Ci risiamo, sarebbe uscito a giugno, quattro mesi dopo.
- Il regista Brian Gibson, che ha diretto Poltergeist II - L'altra dimensione, è morto il 4 gennaio 2004 a 59 anni per una forma di cancro.
- L'attore Lou Perry, morto il 1º aprile 2009 a 67 anni nella sua casa di Austin, Texas. Fu ucciso con un'ascia da un ex-galeotto.

## Remake
La Metro-Goldwyn-Mayer ha annunciato un rifacimento nel 2008 con Gil Kenan (Monster House, Ember il mistero della città della luce) alla regia, Sam Raimi con Rob Tapert della Ghost House Pictures come produttori e con protagonista Jared Harris. Le riprese del film sono iniziate a settembre 2013 a Ontario in Canada. Il film, intitolato Poltergeist, è uscito nelle sale statunitensi a partire dal 22 maggio 2015, mentre in quelle italiane a partire dal 2 luglio dello stesso anno.